# Medythia
Paraluperodes  (лат.) — род жуков (Coleoptera) из подсемейства козявок (Galerucinae) в семействе листоедов (Chrysomelidae).

## Описание
Листоеды в длину не превышают 3,5 мм. Лобные бугорки удлинённо-треугольные, с очень длинными передними углами. Щёки едва короче ширины глаз. Шпоры задних голеней не длиннее ширины их вершин.

## Систематика
В составе рода:
- Medythia suturalis (Motschulsky, 1858)
- Medythia quaterna (Fairmaire, 1880)
- Medythia bukit Mohamedsaid, 1999[2]
- Medythia marginicollis Mohamedsaid, 1999[2]
- Medythia quadrimaculata Jacoby, 1887[3]
- Medythia  nigrobilineatus
- Medythia lineata